# Lincoln (Maine)
Lincoln is een plaats (town) in de Amerikaanse staat Maine, en valt bestuurlijk gezien onder Penobscot County.

## Demografie
Bij de volkstelling in 2000 werd het aantal inwoners vastgesteld op 5221.

## Plaatsen in de nabije omgeving
De onderstaande figuur toont nabijgelegen plaatsen in een straal van 48 km rond Lincoln.